# 蓋拉什

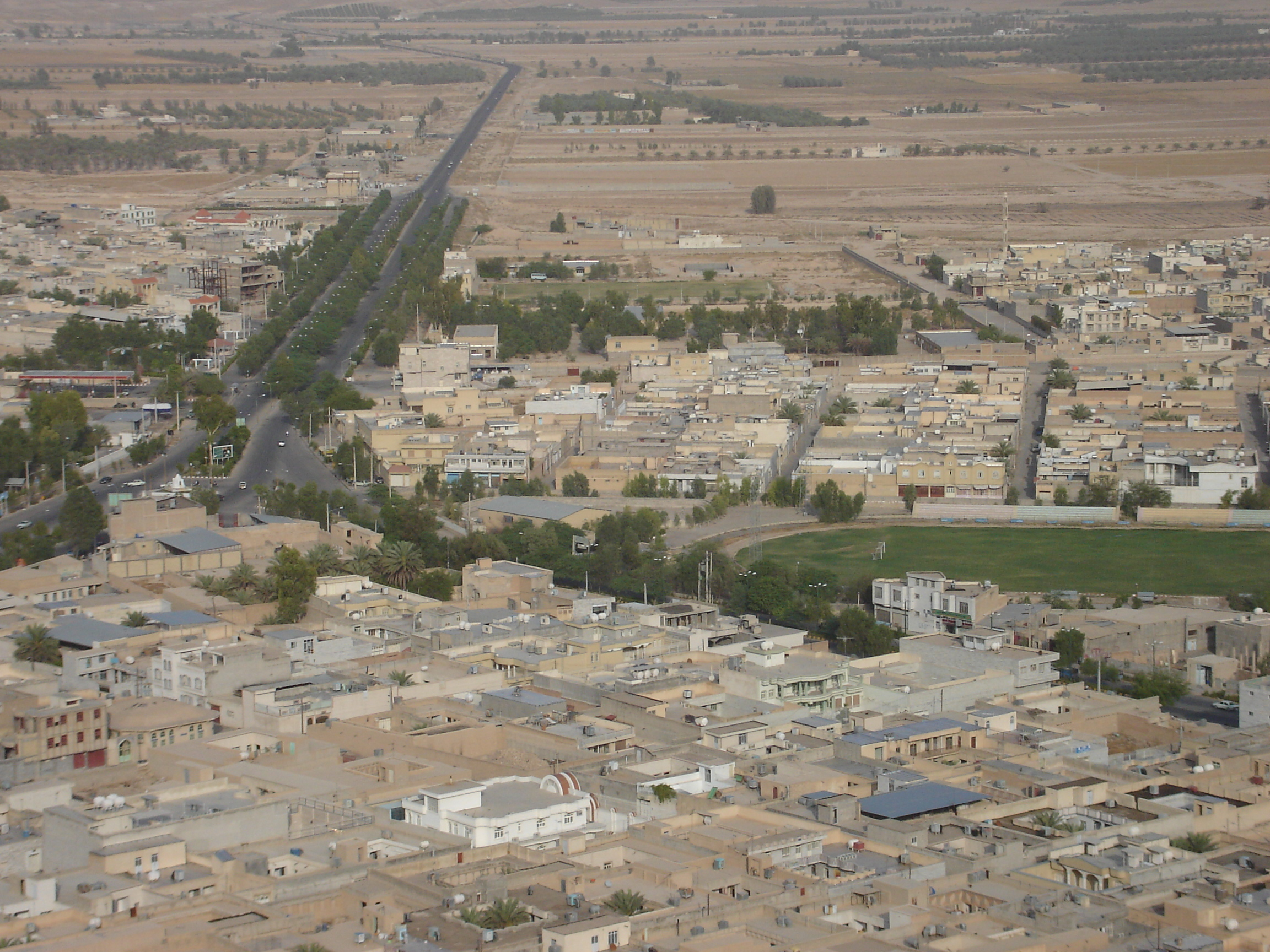

蓋拉什是伊朗的城市，位於該國南部札格羅斯山脈東南部，由法爾斯省負責管轄，距離首府設拉子約260公里，海拔高度1,059米，2006年人口27,574，居民大多是波斯人。

## 外部連結
- wwwGerashi.mihanblog.com
- Gerash.com （页面存档备份，存于）